# Justin Lawrence
Justin Anthony Lawrence (nacido el 25 de noviembre de 1994) es un lanzador de béisbol profesional panameño-estadounidense de los Rockies de Colorado de la Grandes Ligas de Béisbol.

## Carrera

### Inicios
Lawrence nació en Panamá en 1994 y se mudó a Estados Unidos a los dos años. Lawrence asistió a First Coast High School en Jacksonville, Florida y jugó béisbol universitario en la Universidad de Jacksonville y en Daytona State College. Fue seleccionado por los Rockies de Colorado en la ronda 12 del draft de la Major League Baseball de 2015 y firmó.

### Colorado Rockies
Después de firmar, Lawrence hizo su debut profesional con los Boise Hawks antes de ser reasignado a los Grand Junction Rockies. En 22 apariciones como relevista entre los dos equipos, tuvo marca de 0-3 con efectividad de 8.39. En 2016, jugó tanto para Boise como para los Asheville Tourists, donde lanzó con un récord de 4-6 y una efectividad de 4.98 en 49 apariciones como relevista, y en 2017, regresó a Asheville, con marca de 0-2 con una efectividad de 1.65 en solo16 1⁄3 entradas por lesión. Lawrence pasó 2018 con los Lancaster JetHawks, lanzando con un récord de 0-2 y efectividad de 2.65 con 62 ponches en57 1⁄3 entradas de relevo. Después de la temporada 2018, Lawrence jugó en la Arizona Fall League. Los Rockies también lo agregaron a su lista de 40 hombres después de la temporada 2018. Lawrence pasó la temporada 2019 con los Hartford Yard Goats y los Albuquerque Isotopes, con marca de 1-5 con efectividad de 8.76, ponchando a 32 en 37 entradas de relevo. El 17 de enero de 2020, Lawrence fue suspendido sin goce de sueldo durante 80 juegos por dar positivo por la sustancia que mejora el rendimiento deshidroclormetiltestosterona. No jugó en un juego en 2020 debido a la cancelación de la temporada de Ligas Menores de Béisbol debido a la pandemia de COVID-19. El 29 de abril de 2021, Lawrence ascendió a las ligas mayores por primera vez. Hizo su debut en la MLB ese día, lanzando una octava entrada en blanco. En el juego, logró su primer ponche en las Grandes Ligas, derrotando al jugador del cuadro de los Diamondbacks de Arizona, Eduardo Escobar. Logró una efectividad de 8.64 en 19 juegos con 19 bases por bolas.16 2⁄3 entradas. El 3 de octubre de 2022, Lawrence lanzó una novena entrada en blanco contra los Yankees de Nueva York para conseguir el primer salvamento de su carrera. Terminó la temporada con un récord de 3-1 en 38 partidos. Ponchó a 48 en42 2⁄3 entradas. De cara a la temporada 2023, Lawrence comenzó como preparador del cerrador Pierce Johnson. Unos meses después de iniciada la temporada, Lawrence fue nombrado cerrador de los Rockies.

## Selección nacional
Con la selección de béisbol de Panamá fue lanzador en el Clásico Mundial de Béisbol 2023.